# Liste der Monuments historiques in Tricot (Oise)
Die Liste der Monuments historiques in Tricot (Oise) führt die Monuments historiques in der französischen Gemeinde Tricot auf.

## Liste der Bauwerke
| Bezeichnung                             | Beschreibung | Standort | Kennzeichnung | Schutzstatus | Datum | Bild           |
| --------------------------------------- | ------------ | -------- | ------------- | ------------ | ----- | -------------- |
| Chor und Querhaus der Kirche Notre-Dame |              | (Lage)   | PA00114924    | Classé       | 1922  | weitere Bilder |